# Audrey Alloh
Audrey Alloh (Abidjan, 21 luglio 1987) è una velocista italiana, campionessa nazionale dei 100 metri piani nel 2012.
Scoperta da Paolo Fiorenza, emerge come prospetto giovanile e si afferma come colonna della staffetta assoluta 4x100 femminile. Entrata nel Gruppo Sportivo Fiamme Azzurre, passa sotto la guida tecnica di Giorgio Frinolli, successivamente di Maurizio Checcucci; ha detenuto dal 2008 al 2019 il record nazionale della staffetta 4×100 metri con il tempo di 43"04, insieme alle connazionali Anita Pistone, Giulia Arcioni e Vincenza Calì.
In carriera può vantare una medaglia d'oro conquistata con la staffetta 4×100 m all'Universiade 2009, insieme a Doris Tomasini, Giulia Arcioni e Maria Aurora Salvagno, nonché un titolo di campionessa italiana assoluta sui 100 metri piani (2012) e quattro titoli italiani indoor sui 60 metri piani (2012, 2013, 2014 e 2015).
A Novembre del 2018 a Scandicci le è stato assegnato il riconoscimento "Notte del Pallone rosa - Premio Maria Nisticò" 8ª Edizione.

## Biografia

### Gli inizi
Audrey Alloh nasce nel 1987 ad Abidjan, in Costa d'Avorio, terzogenita di Aka e Reine Alloh. Nel luglio 1998 si trasferisce in Italia, stabilendosi a Firenze e raggiungendo la madre residente nella città toscana dal 1992.
Audrey cresce agonisticamente nella società Atletica Firenze Marathon, sotto la guida del tecnico Paolo Fiorenza, mettendosi in luce nelle categorie giovanili. Nel 2004 partecipa ai campionati italiani allievi, mentre l'anno successivo, alla prima stagione da juniores, realizza il suo nuovo record personale sui 100 m, fermando il cronometro in un ottimo 11"90 nel corso dei campionati regionali societari che si svolgono a Livorno.
Il 14 luglio 2005 ottiene la cittadinanza italiana e a poche settimane di distanza viene convocata per la prima volta nella nazionale italiana juniores, per prendere parte alla prova di staffetta 4×100 metri, in occasione di un incontro tra Francia, Spagna, Tunisia, Marocco, Algeria e Italia che si tiene a Marsiglia.
Ad inizio 2006 partecipa ai campionati italiani assoluti indoor migliorando il suo personale sui 60 metri con il tempo di 7"68, mentre a luglio prende parte ai campionati italiani juniores giungendo 4ª sui 100 metri in 12"07. Nel mese di agosto viene nuovamente convocata dalla nazionale azzurra per partecipare ai Mondiali juniores di Pechino, manifestazione in cui fa parte della staffetta 4×100 m che ottiene un quinto posto nella batterie con il tempo di 45"57.
L'anno seguente partecipa agli Europei under 23 di Debrecen, ottenendo il 4º posto con la staffetta 4×100 m (con il tempo di 44"08, record italiano under 23), e all'Universiade di Bangkok, con un quinto posto in 44"71 sempre nella 4×100 m. Le soddisfazioni durante il 2007 arrivano anche ai campionati nazionali: durante la stagione indoor conquista la finale dei 60 metri agli assoluti, concludendo la gara 8ª in 7"60, e qualche giorno dopo vince l'argento ai campionati italiani promesse in 7"55; a livello outdoor conquista altri due argenti, sempre nella categoria promesse, nelle specialità dei 100 m e della staffetta 4×100 m.

### 2008: Il record italiano della 4×100 m e l'esordio olimpico
La stagione 2008 si apre con la conquista del titolo nazionale indoor dei 60 m riservato alla categoria promesse e con l'argento vinto sulla stessa distanza agli assoluti con il tempo di 7"45, nuovo primato personale.
Il 31 maggio, al meeting di Ginevra, Audrey vince la sua serie dei 100 metri piani realizzando il nuovo primato personale con il tempo di 11"51. Nello stesso meeting, insieme alle compagne di staffetta 4×100 metri, Anita Pistone, Giulia Arcioni e Vincenza Calì, eguaglia il record italiano della specialità, risalente al 2000, con il tempo di 43"44.
Il 13 giugno a Torino vince il titolo nazionale categoria promesse dei 100 metri, con il tempo di 11"66 e il 21 giugno fa parte della staffetta 4×100 m che rappresenta l'Italia in Coppa Europa ad Annecy, Francia. La formazione è la stessa che qualche settimana prima aveva eguagliato il record italiano (Pistone, Arcioni, Calì e Alloh) ma questa volta le ragazze migliorano nettamente il primato portandolo a 43"04, ben 40/100 in meno rispetto al precedente primato.
Il 19 luglio partecipa alla gara dei 100 metri ai campionati italiani assoluti che si svolgono a Cagliari. Dopo aver vinto la propria batteria in 11"60, Alloh rimane ai piedi del podio, concludendo la finale al 4º posto con il tempo di 11"68.
Grazie alle notevoli prestazioni dell'anno la staffetta azzurra 4×100 m ottiene la qualificazione per i Giochi olimpici di Pechino. Audrey viene così convocata per prendere parte alla sua prima Olimpiade in assoluto. La formazione titolare della 4×100 m è ancora una volta la stessa dei due record italiani (con Audrey Alloh in quarta frazione) ma la spedizione olimpica delle ragazze si conclude in semifinale con la prestazione di 44"02, tempo di quasi 1 secondo maggiore rispetto al proprio primato, e venendo successivamente squalificate a causa di un cambio irregolare.

### 2009: l'oro della 4×100 m alle Universiadi
Nel gennaio 2009, grazie agli ottimi risultati ottenuti negli anni precedenti, Audrey entra a far parte del Gruppo Sportivo Fiamme Azzurre. I primi impegni con la sua nuova società la vedono conquistare ai campionati italiani indoor, riservati alla categoria promesse, la medaglia d'argento sui 60 metri con il tempo di 7"49 mentre agli assoluti indoor si piazza 5ª con una prestazione di poco superiore alla precedente (7"51).
Il 23 maggio a Pescara, nel corso di un evento test in preparazione ai Giochi del Mediterraneo (che si sarebbero svolti il mese successivo nella città abruzzese), Alloh vince la prova dei 100 metri davanti a Doris Tomasini, correndo in 11"66, suo primato stagionale. Il 12 giugno partecipa ai campionati italiani promesse outdoor sui 100 metri vincendo un altro argento, questa volta con il tempo di 11"71, preceduta dalla sola Ilenia Draisci in 11"68.
A fine giugno viene convocata per partecipare alle Universiadi di Belgrado, gareggiando nuovamente sia nei 100 m che nella staffetta 4×100 m. Nei 100 m il suo cammino si ferma in semifinale (con il tempo di 11"82) ma nella prova di staffetta, insieme alle compagne Doris Tomasini, Giulia Arcioni e Maria Aurora Salvagno, conquista l'oro con il tempo di 43"83, davanti a Polonia e Francia. L'oro alle Universiadi rappresenta così la prima medaglia a livello internazionale nella carriera dell'atleta fiorentina.
A distanza di pochi giorni partecipa anche agli Europei di categoria under 23. Nella prova dei 100 m raggiunge le semifinali, dove con il tempo di 11"83 manca di poco l'ingresso in finale. Nella staffetta 4×100 m, insieme alle compagne Draisci, Balboni e D'Angelo, raggiunge il 7º posto finale con il tempo di 45"40.
Il 1º e 2 agosto partecipa ai campionati italiani assoluti all'Arena Civica di Milano, gareggiando sui 100 e 200 metri. Nei 100 m, dopo aver corso in batteria in 11"87, conclude la finale al quinto posto con un tempo di 11"79. Nei 200 metri si ferma in semifinale, concludendo la prova in 24"94.

### 2010: l'anno degli Europei
Il 10 febbraio 2010 a Firenze, nell'insolita gara dei 55 metri indoor, stabilisce il suo primato con il tempo di 6"89. Il 28 febbraio, nel corso dei campionati italiani assoluti indoor svoltisi ad Ancona, si piazza al 3º posto sui 60 m, facendo registrare anche il proprio primato personale stagionale sulla distanza con il tempo di 7"46, ad un solo centesimo dal suo personale assoluto.
La stagione outdoor la vede invece prendere parte il 10 giugno alla serie principale dei 100 metri del prestigioso Golden Gala di Roma, tappa della Diamond League, dove si classifica settima in 11"79 nella gara vinta dalla statunitense LaShauntea Moore. Il 30 giugno, ai campionati italiani assoluti a Grosseto, sfiora il podio dei 100 metri classificandosi 4ª ed eguagliando il suo record stagionale di 11"69, tempo già corso ad inizio giugno nella sua Firenze.
Nel mese di agosto viene convocata per prendere parte con la staffetta 4×100 metri ai campionati europei di Barcellona. La staffetta azzurra, composta da Jessica Paoletta, Tiziana Grasso, Giulia Arcioni e la stessa Audrey Alloh, viene eliminata nella prima delle due semifinali, non andando oltre il sesto posto con il tempo di 44"15. La gara del quartetto italiano è tuttavia segnata dall'involontario danneggiamento ai danni delle azzurre da parte dell'ultima staffettista tedesca che perde il testimone che finisce tra i piedi della Alloh, ultima staffettista italiana. La delegazione azzurra presenta ricorso che tuttavia viene respinto dai giudici.

### 2011: l'argento agli assoluti
Nel 2011, dopo aver saltato in inverno le competizioni indoor, Audrey inaugura la sua stagione agonistica all'aperto vincendo i 100 metri al meeting Quercia d'Oro di Rovereto con il tempo di 11"65. Successivamente ottiene, sempre sui 100 metri, un secondo posto in Coppa Italia, manifestazione di scena a Firenze, dove con il tempo di 11"99 è preceduta dalla sola Manuela Levorato (11"71).
Il 18 giugno viene convocata in nazionale per prendere parte a Stoccolma ai campionati europei a squadre, nelle gare dei 100 m e della staffetta 4×100 m. Nei 100 metri conclude la sua batteria al 4º posto (10ª posizione assoluta), con il tempo di 11"63, suo primato stagionale e miglior tempo dell'anno sulla distanza tra le atlete italiane. Nella 4×100 m la staffetta azzurra, composta da Grasso, Salvagno, Arcioni e Alloh, complice qualche problema in zona cambio, conclude la gara in 44"55 al 10º posto assoluto.
Il 25 giugno gareggia nella prova dei 100 metri ai campionati italiani assoluti che si svolgono a Torino, piazzandosi seconda con il tempo di 11"68, a 3 centesimi dalla vincitrice Ilenia Draisci. L'argento vinto dalla Alloh rappresenta anche la sua prima medaglia conquistata ad un campionato italiano assoluto outdoor.
Verso fine stagione l'atleta fiorentina passa sotto la guida tecnica di Giorgio Frinolli, ex ostacolista azzurro.

### 2012: il primo titolo nazionale assoluto

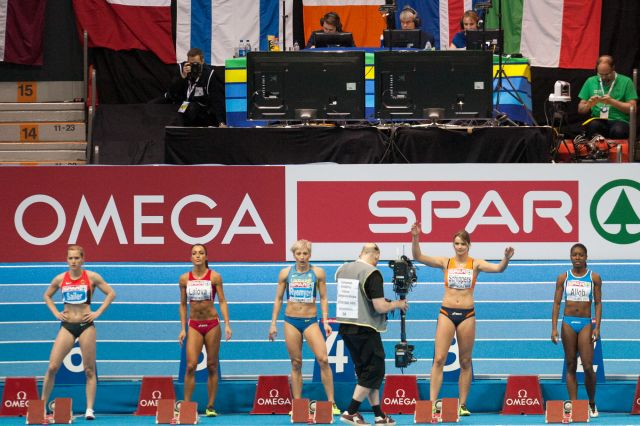
Audrey Alloh (la prima atleta sulla destra), prima della partenza della semifinale dei 60 m agli Europei indoor di

La stagione indoor del 2012 si apre nel migliore dei modi per Audrey Alloh. Il 15 gennaio a Casal del Marmo (Roma) migliora il suo primato personale sui 60 metri piani portandolo a 7"41; una settimana più tardi, il 22 gennaio, abbassa nuovamente il suo record sulla distanza al meeting nazionale indoor di Ancona, facendo registrare in batteria il tempo di 7"37 e successivamente in finale 7"36. Il tempo stabilito ad Ancona dalla Alloh, oltre a permetterle di vincere il meeting, manca di appena un centesimo il tempo minimo di partecipazione per i Mondiali indoor di Istanbul.
Il 29 gennaio, sulla pista delle Fiamme Azzurre a Casal del Marmo (Roma), migliora il record personale sui 60 metri piani di 3 centesimi, correndo la batteria in 7"33 e centrando così il tempo minimo valido per la partecipazione ai Mondiali indoor di Istanbul. La Alloh vince poi anche la finale del meeting chiudendo in 7"37 davanti a Jessica Paoletta e Maria Aurora Salvagno.
Il 26 febbraio in occasione dei campionati italiani assoluti indoor sulla pista di Ancona, Audrey Alloh vince il suo primo titolo nazionale assoluto conquistando l'oro nei 60 m con il tempo di 7"39 (1 centesimo meglio della seconda classificata Jessica Paoletta). Nei turni precedenti Alloh aveva superato agilmente batterie e semifinali rispettivamente con i tempi di 7"48 e 7"35.
Il 10 marzo prende parte alle batterie dei 60 m ai Mondiali indoor di Istanbul, dove con il tempo di 7"33 eguaglia il proprio primato personale sulla distanza e vince la batteria davanti alla giamaicana Aleen Bailey, accedendo così al turno successivo. In semifinale fa registrare 7"38 (9ª volta della stagione sotto i 7"40), tempo che la classifica 7ª ma non le permette di accedere alla finalissima.
La stagione outdoor di Audrey Alloh registra subito la vittoria sui 100 m al meeting Graziano Della Valle di Pavia, con il tempo di 11"67. Qualche giorno più tardi a Rieti corre i 100 m vincendo in 11"48, tempo non omologabile come record personale a causa del vento oltre i limiti (+ 3,0 m/s), mentre sui 200 m giunge 4ª migliorando il proprio primato sulla distanza con il tempo di 24"06 (record precedente 24"35, sempre a Rieti, nel 2009).
Il 19 maggio a Campi Bisenzio, nel corso della prima fase regionale dei campionati italiani di società assoluti, Audrey Alloh vince i 100 metri correndo nuovamente in 11"48, tempo questa volta con vento entro i limiti e nuovo record personale sulla distanza. Il tempo di 11"48, oltre a migliorare di 3 centesimi il proprio primato dopo quasi 4 anni (Ginevra 2008), sfiora il minimo di partecipazione per gli Europei 2012 di Helsinki (11"45). Il giorno successivo si classifica al secondo posto sui 200 m con il tempo di 24"42.
Il 30 maggio a Roma nel corso del Silver Gala, prova che anticipa il tradizionale appuntamento con il Golden Gala, vede l'atleta fiorentina correre i 100 metri per la terza volta in pochi giorni in 11"48. Tre giorni più tardi al meeting di Ginevra prende parte ai 100 m correndo in 11"49 (1 centesimo sopra al personale) mentre nella staffetta 4×100 m (corsa con le compagne di nazionale Gloria Hooper, Martina Amidei e Ilenia Draisci) chiude al terzo posto in 43"92.
Il 6 giugno a Rieti vince nuovamente sui 100 m limando un centesimo al proprio personale (11"47); record che due giorni dopo, nel corso del Memorial Primo Nebiolo di Torino, migliora di un altro centesimo (11"46), nella gara vinta dall'altra azzurra Martina Amidei (11"42). Tempo che tuttavia manca di pochissimo l'11"45 stabilito dalla FIDAL come minimo per la partecipazione agli Europei di Helsinki.
L'ambito minimo europeo, più volte avvicinato nel corso della stagione, viene raggiunto dalla Alloh il 10 giugno al Meeting Città di Savona nel corso della propria batteria dei 100 metri vinta in 11"43, tempo che rappresenta il quinto crono della stagione sotto la barriera degli 11"50 (sesto considerando l'11"48 ventoso corso a Rieti ad inizio maggio). In finale si impone nuovamente, anche se questa volta con un più tranquillo 11"75. Il 18 giugno viene formalizzata la sua convocazione per gli Europei, che si terranno a fine mese ad Helsinki.
Il 27 giugno prende parte alla batteria dei 100 m dei campionati europei di Helsinki, terminando 4ª nella sua batteria con il tempo di 11"53 e guadagnando così l'accesso alle semifinali; il giorno dopo partecipa al turno successivo ma il tempo di 11"51 con cui termina la propria serie non le permette la qualificazione in finale. Oltre alla prova individuale sui 100 m, per la Alloh c'è anche l'impegno con la staffetta 4×100 metri, insieme alle compagne Gloria Hooper, Martina Amidei e Ilenia Draisci; le ragazze italiane non riescono a superare le batterie, nonostante la staffetta azzurra stabilisca in 43"90 il nuovo primato stagionale, tempo che vale il 10º assoluto nella classifica combinata delle due batterie.
Ad inizio luglio, nel corso dei campionati italiani svoltisi a Bressanone, Audrey Alloh conquista il suo primo titolo nazionale assoluto outdoor, correndo i 100 m in 11"48 e precedendo di 7 centesimi Martina Amidei e Martina Giovanetti.

### 2013: l'oro in staffetta ai Giochi del Mediterraneo

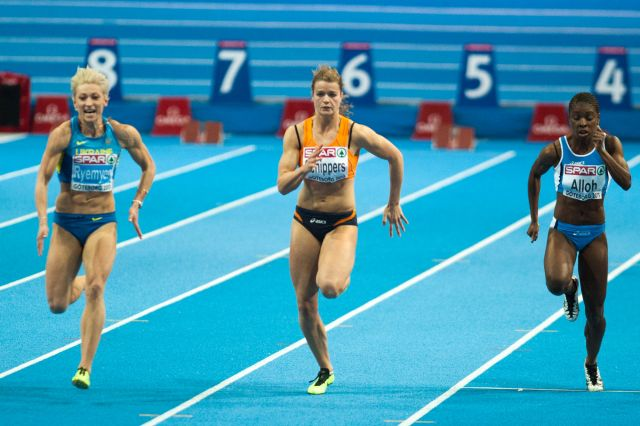
Audrey Alloh (la prima atleta sulla destra), durante la semifinale dei 60 m agli Europei indoor di

La stagione indoor 2013 incorona Audrey Alloh per la seconda volta consecutiva campionessa italiana assoluta dei 60 m indoor; questa volta il titolo viene conquistato in 7"37, precedendo al fotofinish Ilenia Draisci.
Il titolo vale anche la convocazione per gli Europei indoor di Göteborg di qualche settimana più tardi; nella città svedese l'atleta fiorentina stabilisce in batteria il suo nuovo record personale sui 60 m, fermando il cronometro sul tempo di 7"30, prestazione che vale anche l'accesso in semifinale e la terza prestazione di sempre di un'atleta italiana. In semifinale si comporta ottimamente, facendo registrare un buon 7"33, tempo che tuttavia non le garantisce l'accesso alla finalissima.

### 2014: il terzo titolo italiano sui 60 m piani
La stagione 2014 vede Audrey Alloh conquistare il suo terzo titolo italiano assoluto consecutivo sui 60 m piani indoor, vincendo la finale di Ancona, in 7"34 precedendo Gloria Hooper seconda in 7"42. Il titolo italiano le permette di poter essere selezionata, in quanto campionessa nazionale, ai Mondiali indoor che si terranno a Sopot, in Polonia.
Ai Mondiali indoor di Sopot viene però eliminata in batteria, giungendo quinta con il tempo di 7"35, ad un solo centesimo dall'ultimo tempo ripescato, fatto registrare dall'olandese Jamile Samuel in 7"34.
Nel mese di giugno viene selezionata per partecipare alla Super League dei campionati europei a squadre, che si svolgono a Braunschweig in Germania. Prende parte sia alla prova dei 100 m piani, classificandosi ottava in 11"86, che alla staffetta 4×100 m (insieme a Paoletta, Siragusa e Amidei), concludendo settima in 44"13.
Il 19 luglio, in occasione dei campionati italiani assoluti di Rovereto, giunge seconda nei 100 m piani con il tempo di 11"53, preceduta da Irene Siragusa di soli 2 centesimi.
Dopo aver ottenuto il minimo utile per la qualificazione ai campionati europei di Zurigo, ad agosto prende parte al suo terzo europeo consecutivo gareggiando sia nei 100 m piani che nella prova di staffetta 4×100 m. Nella prova individuale Alloh dopo aver superato agilmente il primo turno in 11"44, giunge fino alla semifinale dove viene eliminata con il tempo di 11"45, ancora vicina al suo record personale di 11"42 ma lontana dall'ultimo crono utile per la qualificazione alla finale, l'11"19 fatto registrare dalla francese Céline Distel-Bonnet.
Nella 4×100 m la staffetta azzurra, composta da Caravelli, Siragusa, Amidei e la stessa Alloh, ottiene in batteria la qualificazione alla finale classificandosi quarta nella propria serie in 43"29, tempo che equivale alla seconda miglior prestazione italiana nella specialità. Nella finale, tenutasi il giorno successivo, la compagine azzurra sfiora un insperato podio giungendo quarta a soli 4 centesimi dal terzo posto della Russia; nonostante il podio mancato la staffetta italiana si migliora nuovamente, facendo registrare il tempo di 43"26, a soli 22 centesimi dal record italiano risalente al 2008.

### 2015: quarto titolo nazionale sui 60 m piani
Il 22 febbraio partecipa ai campionati italiani assoluti indoor vincendo il quarto titolo consecutivo sui 60 m piani, con il tempo di 7"34.
Il 5 marzo prende parte alla gara dei 60 m piani agli Europei indoor, che si svolgono a Praga in Repubblica Ceca. In batteria ottiene la qualificazione al turno successivo grazie al tempo di 7"31, suo primato stagionale; in semifinale la Alloh migliora il suo record personale, con un tempo di 7"24 che le consente di arrivare terza (nona assoluta), mancando di soli 2 centesimi l'accesso in finale.

## Progressione

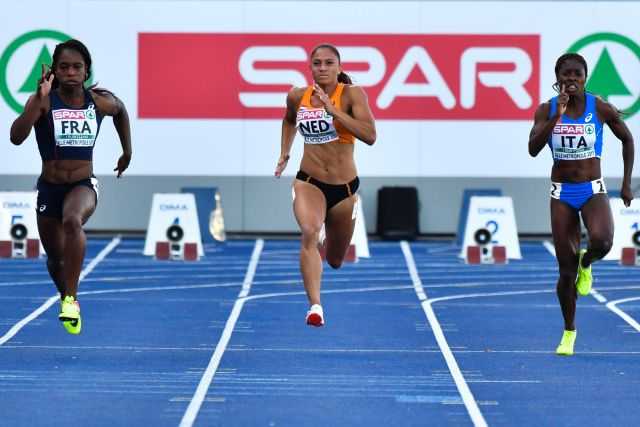
Carole Zahi, Naomi Sedney e Audrey Alloh durante la batteria dei 100 m agli Europei a squadre 2017

### 60 metri piani indoor
| Stagione | Tempo | Luogo    | Data      | Rank. Mond. |
| -------- | ----- | -------- | --------- | ----------- |
| 2021/22  | 7"60  | Ancona   | 30-1-2022 |             |
| 2020/21  | 7"57  | Padova   | 13-2-2021 |             |
| 2018/19  | 7"46  | Ancona   | 26-1-2019 |             |
| 2017/18  | 7"37  | Ancona   | 27-1-2018 | 151ª        |
| 2016/17  | 7"35  | Ancona   | 22-1-2017 | 119ª        |
| 2015/16  | 7"41  | Ancona   | 6-3-2016  | 201ª        |
| 2014/15  | 7"24  | Praga    | 8-3-2015  | 35ª         |
| 2013/14  | 7"32  | Roma     | 2-2-2014  | 75ª         |
| 2012/13  | 7"30  | Göteborg | 2-3-2013  | 45ª         |
| 2011/12  | 7"33  | Istanbul | 10-3-2012 | 82ª         |
| 2011/12  | 7"33  | Roma     | 29-1-2012 | 82ª         |
| 2009/10  | 7"46  | Ancona   | 28-2-2010 | 200ª        |
| 2008/09  | 7"48  | Ancona   | 31-1-2009 | 224ª        |
| 2007/08  | 7"45  | Genova   | 24-2-2008 | 164ª        |
| 2006/07  | 7"55  | Genova   | 25-2-2007 |             |
| 2005/06  | 7"68  | Ancona   | 19-2-2006 |             |

### 100 metri piani
| Stagione | Tempo | Luogo      | Data       | Rank. Mond. |
| -------- | ----- | ---------- | ---------- | ----------- |
| 2021     | 11"72 | Arezzo     | 29-5-2021  |             |
| 2018     | 11"56 | Orvieto    | 17-6-2018  | 331ª        |
| 2017     | 11"37 | Savona     | 25-5-2017  | 154ª        |
| 2016     | 11"56 | Arezzo     | 7-5-2016   | 337ª        |
| 2015     | 11"70 | Orvieto    | 2-6-2015   | 511ª        |
| 2014     | 11"42 | Gavardo    | 18-5-2014  | 150ª        |
| 2013     | 11"59 | Milano     | 27-7-2013  | 287ª        |
| 2012     | 11"43 | Savona     | 10-6-2012  | 156ª        |
| 2011     | 11"63 | Stoccolma  | 18-6-2011  | 311ª        |
| 2010     | 11"69 | Grosseto   | 30-6-2010  | 364ª        |
| 2010     | 11"69 | Firenze    | 5-6-2010   | 364ª        |
| 2009     | 11"66 | Pescara    | 23-5-2009  | 344ª        |
| 2008     | 11"51 | Ginevra    | 31-5-2008  | 203ª        |
| 2007     | 11"85 | Bressanone | 16-6-2007  |             |
| 2006     | 11"98 | Arzignano  | 14-10-2006 |             |
| 2005     | 11"90 | Livorno    | 28-5-2005  |             |

### 200 metri piani
| Stagione | Tempo | Luogo     | Data       | Rank. Mond. |
| -------- | ----- | --------- | ---------- | ----------- |
| 2018     | 24"76 | Firenze   | 27-5-2018  | 2137ª       |
| 2017     | 24"41 | Arezzo    | 7-5-2017   | 1311ª       |
| 2016     | 25"10 | Cinisello | 25-9-2016  | 3040ª       |
| 2014     | 24"21 | Rieti     | 29-6-2014  | 890ª        |
| 2013     | 24"84 | Vicenza   | 29-9-2013  | 2142ª       |
| 2012     | 24"06 | Rieti     | 9-5-2012   | 664ª        |
| 2011     | 24"88 | Orvieto   | 22-7-2011  | 1907ª       |
| 2010     | 24"67 | Firenze   | 16-5-2010  | 1371ª       |
| 2009     | 24"35 | Rieti     | 17-5-2009  | 860ª        |
| 2008     | 24"41 | Firenze   | 6-7-2008   |             |
| 2007     | 24"62 | Firenze   | 20-5-2007  |             |
| 2006     | 25"17 | Arzignano | 15-10-2006 |             |
| 2005     | 25"01 | Fabriano  | 12-6-2005  |             |

## Palmarès

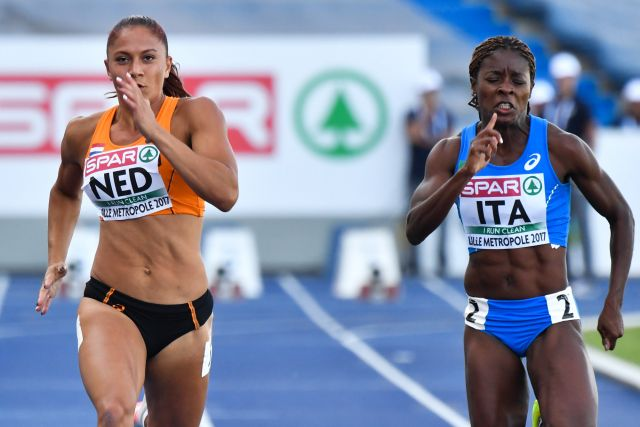
Un'altra immagine dagli Europei a squadre 2017. Da sinistra, Naomi Sedney e Audrey Alloh

| Anno | Manifestazione          | Sede       | Evento      | Risultato        | Prestazione | Note                                     |
| ---- | ----------------------- | ---------- | ----------- | ---------------- | ----------- | ---------------------------------------- |
| 2006 | Mondiali U20            | Pechino    | 4×100 m     | Batteria         | 45"57       |                                          |
| 2007 | Europei U23             | Debrecen   | 100 m piani | Batteria         | 11"86       |                                          |
| 2007 | Europei U23             | Debrecen   | 4×100 m     | 4ª               | 44"08       |                                          |
| 2007 | Universiadi             | Bangkok    | 100 m piani | Quarti di finale | 12"02       |                                          |
| 2007 | Universiadi             | Bangkok    | 4×100 m     | 5ª               | 44"71       |                                          |
| 2008 | Giochi olimpici         | Pechino    | 4×100 m     | Batteria         | dq          |                                          |
| 2009 | Universiadi             | Belgrado   | 100 m piani | Semifinale       | 11"82       |                                          |
| 2009 | Universiadi             | Belgrado   | 4×100 m     | Oro              | 43"83       |                                          |
| 2009 | Europei U23             | Kaunas     | 100 m piani | Semifinale       | 11"83       |                                          |
| 2009 | Europei U23             | Kaunas     | 4×100 m     | 7ª               | 45"40       |                                          |
| 2010 | Europei                 | Barcellona | 4×100 m     | Batteria         | 44"15       |                                          |
| 2012 | Mondiali indoor         | Istanbul   | 60 m piani  | Semifinale       | 7"38        | [ 79 ]                                   |
| 2012 | Europei                 | Helsinki   | 100 m piani | Semifinale       | 11"51       |                                          |
| 2012 | Europei                 | Helsinki   | 4×100 m     | Batteria         | 43"90       | Miglior prestazione personale stagionale |
| 2013 | Europei indoor          | Göteborg   | 60 m piani  | Semifinale       | 7"33        | [ 80 ]                                   |
| 2013 | Giochi del Mediterraneo | Mersin     | 100 m piani | 5ª               | 11"67       | Miglior prestazione personale stagionale |
| 2013 | Giochi del Mediterraneo | Mersin     | 4×100 m     | Oro              | 44"66       |                                          |
| 2013 | Universiadi             | Kazan'     | 100 m piani | 8ª               | 11"62       | Miglior prestazione personale stagionale |
| 2013 | Mondiali                | Mosca      | 4×100 m     | Batteria         | 44"05       |                                          |
| 2014 | Mondiali indoor         | Sopot      | 60 m piani  | Batteria         | 7"35        |                                          |
| 2014 | Europei                 | Zurigo     | 100 m piani | Semifinale       | 11"45       |                                          |
| 2014 | Europei                 | Zurigo     | 4×100 m     | 4ª               | 43"26       | Miglior prestazione personale stagionale |
| 2015 | Europei indoor          | Praga      | 60 m piani  | Semifinale       | 7"24        | Miglior prestazione personale            |
| 2015 | World Relays            | Nassau     | 4×100 m     | Batteria         | dnf         |                                          |
| 2016 | Europei                 | Amsterdam  | 4×100 m     | 7ª               | 43"57       |                                          |
| 2017 | World Relays            | Nassau     | 4×100 m     | Batteria         | dq          |                                          |
| 2018 | Europei                 | Berlino    | 4×100 m     | 7ª               | 43"42       | Miglior prestazione personale stagionale |

## Campionati nazionali
- 1 volta campionessa nazionale assoluta dei 100 m piani (2012)
- 4 volte campionessa nazionale assoluta indoor dei 60 m piani (2012, 2013, 2014, 2015)
- 1 volta campionessa nazionale promesse dei 100 m piani (2008)
- 1 volta campionessa nazionale promesse indoor dei 60 m piani (2008)

2006
- 4ª ai campionati italiani juniores (Rieti), 100 m piani - 12"07[7]

2007
- Argento ai campionati italiani promesse indoor (Genova), 60 m piani - 7"55[12]
- 8ª ai campionati italiani assoluti indoor (Ancona), 60 m piani - 7"60[11]
- Argento ai campionati italiani promesse (Bressanone), 100 m piani - 11"85[13]
- 7ª ai campionati italiani promesse (Bressanone), 200 m piani - 24"89[81]
- Argento ai campionati italiani promesse (Bressanone), 4×100 m - 49"31[14]

2008
- Oro ai campionati italiani promesse indoor (Ancona), 60 m piani - 7"49[15]
- Argento ai campionati italiani assoluti indoor (Genova), 60 m piani - 7"45[16]
- Oro ai campionati italiani promesse (Torino), 100 m piani - 11"66[19]
- 4ª ai campionati italiani assoluti (Cagliari), 100 m piani - 11"68[21]

2009
- Argento ai campionati italiani promesse indoor (Ancona), 60 m piani - 7"49[25]
- 5ª ai campionati italiani assoluti indoor (Torino), 60 m piani - 7"51[26]
- Argento ai campionati italiani promesse (Rieti), 100 m piani - 11"71[28]
- 5ª ai campionati italiani assoluti (Milano), 100 m piani - 11"79[32]
- 10ª in batteria ai campionati italiani assoluti (Milano), 200 m piani - 24"94[33]

2010
- Bronzo ai campionati italiani assoluti indoor (Ancona), 60 m piani - 7"46 [35]
- 4ª ai campionati italiani assoluti (Grosseto), 100 m piani - 11"69 [37]

2011
- Argento ai campionati italiani assoluti (Torino), 100 m piani - 11"68[43]

2012
- Oro ai campionati italiani assoluti indoor (Ancona), 60 m piani - 7"39[50]
- Oro ai campionati italiani assoluti (Bressanone), 100 m piani - 11"48[67]
- 9ª in batteria ai campionati italiani assoluti (Bressanone), 200 m piani - 24"80[82]

2013
- Oro ai campionati italiani assoluti indoor (Ancona), 60 m piani - 7"37[68]
- Argento ai campionati italiani assoluti (Milano), 100 m piani - 11"59 [83]

2014
- Oro ai campionati italiani assoluti indoor (Ancona), 60 m piani - 7"34[84]
- Argento ai campionati italiani assoluti (Rovereto), 100 m piani - 11"53[85]

2015
- Oro ai campionati italiani assoluti indoor (Padova), 60 m piani - 7"34

2016
- Argento ai campionati italiani assoluti indoor (Ancona), 60 m piani - 7"41
- Bronzo ai campionati italiani assoluti (Rieti), 100 m piani - 11"67

2017
- 4ª ai campionati italiani assoluti indoor (Ancona), 60 m piani - 7"45
- Bronzo ai campionati italiani assoluti (Trieste), 100 m piani - 11"58

2018
- 6ª ai campionati italiani assoluti indoor (Ancona), 60 m piani - 7"42
- 6ª ai campionati italiani assoluti (Pescara), 100 m piani - 11"88

## Altre competizioni internazionali
2008
- Bronzo in Coppa Europa ( Annecy), 4×100 m - 43"04

2010
- Bronzo in Coppa dei Campioni per club ( Vila Real de Santo António), 100 m piani - 11"94[86]
- 4ª in Coppa dei Campioni per club ( Vila Real de Santo António), 4×100 m - 46"05[86]
- 7ª al Golden Gala ( Roma), 100 m piani - 11"79

2011
- 10ª agli Europei a squadre ( Stoccolma), 100 m piani - 11"63
- 9ª agli Europei a squadre ( Stoccolma), 4×100 m - 44"55

2013
- 7ª agli Europei a squadre ( Gateshead), 4×100 m - 44"35
- 5ª al Weltklasse Zürich ( Zurigo), 100 m piani (serie extra) - 11"63
- 7ª al Weltklasse Zürich ( Zurigo), 4×100 m - 44"71

2014
- 8ª agli Europei a squadre ( Braunschweig), 100 m piani - 11"86
- 8ª agli Europei a squadre ( Braunschweig), 4×100 m - 44"13

2017
- 8ª agli Europei a squadre ( Villeneuve-d'Ascq), 100 m piani - 11"72
- Bronzo agli Europei a squadre ( Villeneuve-d'Ascq), 4×100 m - 43"38

### Riviste specializzate
- Rossano Scaccini, Gli obbiettivi di Audrey Alloh (PDF), in Corriamo, n. 19, settembre 2009,  pp. 8-10.